# Reanalys
Reanalys (även omtolkning) innebär inom språkvetenskapen att en gammal konstruktion ges en ny analys. Till exempel uppstod pronomenet ni ur det tidigare I genom att fraser som kommen I (uttalades "kommeni") reanalyserades till komme(r) ni.
Reanalys leder ofta till grammatikalisering.

### Fotnoter
1. ↑  ”Huvudordet I (.pron)”. Svenska Akademiens ordbok. Svenska Akademien. 1933. https://www.saob.se/artikel/?unik=I_0001-0002.vM3V&pz=5. Läst 8 juli 2019.

### Webbkällor
- ”Svenska Akademiens ordbok”. Svenska Akademien. https://www.saob.se. Läst 8 juli 2019.